# Радио Милева (5. сезона)
Пета сезона хумористичке телевизијске серије Радио Милева је емитована од 22. децембра 2024. до 11. фебруара 2025 на РТС 1. Пета сезона се састоји од 36 епизода.

## Епизоде
| Бр. еп. (укупно) | Бр. еп. (у сезони) | Наслов | Редитељ       | Сценариста              | Премијера          |
| --- | ------------------ | ------ | ------------- | ----------------------- | ------------------ |
| 136 | 1                  |        | Филип Чоловић | Милица Недељковић       | 22. децембар 2024. |
| Сликар Леон је пао у депресију. Добио је лоше критике за свој уметнички рад. Леон пролази кроз егзистенцијалну кризу и у очајању показује суицидалне идеје. То забрине фризерку Јецу која позове у помоћ доктора Марића. Кад уђу у Леонов стан њих двоје виде да је он у несвести. Испостави се, међутим, да је узбуна била лажна и да је Леон само прилегао да се одмори. Леонова исповест толико умори доктора Марића, који као велико олакшање дочека прилику да побегне из Леоновог стана.         |                    |        |               |                         |                    |
| 137 | 2                  |        | Филип Чоловић | Маријана Чулић Вићентић | 23. децембар 2024. |
| У посету код Милеве требало би да дође рођака са села, Љубинка. Милева је узбуђена због тога и жели да је њена ћерка Наталија и унука Соња што боље дочекају, јер јој је Љубинкина мајка, Босиљка, пуно помогла у прошлости. Кад Љубинка дође сви станари Ранкеове 12 збуњени су због њене необуздане енергије. Љубинка је дошла у Београд са идејом да посети Милеву, али и да пронађе момка за којег ће да се уда и да га одведе на село.                                                            |                    |        |               |                         |                    |
| 138 | 3                  |        | Филип Чоловић | Маријана Чулић Вићентић | 24. децембар 2024. |
| Милева је одлучила да Љубинку, своју рођаку са села одведе у салон лепоте с намером да јој пружи пун козметички третман не би ли тако изгледала што атрактивније. Улепшавање Љубинке би требало да јој помогне да пронађе мужа у Београду. У уређивање Љубинке укључила се и комшиница Цвета, која жели да се наметне као њена стилисткиња. Посебну заинтересованост за Љубинку покаже ветеринар Васа, који је спреман да промени свој карактер и приказује се много мужевнијим него што заиста јесте. |                    |        |               |                         |                    |
| 139 | 4                  |        | Филип Чоловић | Маријана Чулић Вићентић | 25. децембар 2024. |
| Ветеринар Васа је тужан што Љубинка, Милевина рођака, у коју је заљубљен нема много разумевања за његова осећања. Љубинка се, с друге стране, потпуно променила – од смерне девојке са села постала је особа која по читав дан проводи у кафићу с идејом да пронађе одговарајућег момка. Милева с оправадним разлогом страхује шта ће рећи Љубинкина мајка, Босиљка, кад види како се њена ћерка трансформисала.                                                                                       |                    |        |               |                         |                    |
| 140 | 5                  |        | Филип Чоловић | Милена Деполо           | 26. децембар 2024. |
| Милева је забринута, јер је испред зграде видела грађавинске инвеститоре. Она претпоставља да су инвеститори дошли с намером да им сруше зграду и ту направе тржни центар. Милевина ћерка, Наталија, сумња да је њена мајка параноидна. Ни Милевина унука, Соња, не дели њену забринутост. Остале комшије, међутим, у томе виде шансу да ће у новоизграђеној згради имати лепше и веће станове. Милева, међутим, нема намеру да одустане од одбране зграде онакве каква је.                            |                    |        |               |                         |                    |
| 141 | 6                  |        | Филип Чоловић | Милена Деполо           | 27. децембар 2024. |
| Популарна телевизијска новинарка Тамара долази до Ранкове улице број 12 да сними емисију о Славиши Јошићу, градском функционеру, који је рођен у тој згради. Међутим, прича о Славишоном рођењу у тој згради је измишљотиња његове мајке која жели да се представи као да су стари Београђани. Милева препоручи Тамари своју унуку Соњу, студенткињу новинарства, да упозна начин Тамариног рада. Соња је одушевљена приликом да асистира на снимању телевизијске емисије.                             |                    |        |               |                         |                    |
| 142 | 7                  |        | Филип Чоловић | Милена Деполо           | 28. децембар 2024. |
| Милева је забринута што њена комшиница Цвета није дошла на јутарњу кафу. Цвета је љута на Милеву, баш као и њен син Микица. Милева покушава да од комшиница сазна шта се то догађа са Цветом, али ни оне нису расположене да разговарају са Милевом. Испостави се да је Милева жртва интрига нове комшинице Верке, која је измишљеним причама успела да посвађа старе станаре зграде Ранкеове 12. |                    |        |               |                         |                    |
| 143 | 8                  |        | Филип Чоловић | Огњен Обрадовић         | 29. децембар 2024. |
| Милева је сањала црну змију. Забринута је шта би то могло до значи. Рђаве мисли је облећу кад схвати да њена унука Соња користи различите трикове да би јој Милева дала новац за нову торбу. Милева не успева да се посаветује ни са Цветом о томе које је значење тог сна, јер се Цвета здружила са новом комшиницом Верком. Сваку прилику Верка користи да би ниподаштавала Милеву и додворила се осталим комшијама.                                                                                 |                    |        |               |                         |                    |
| 144 | 9                  |        | Филип Чоловић | Жељко Хубач             | 30. децембар 2024. |
| Милева се бави узгајањем тартуфа. Нема више места у стану, па их је пребацила на заједничку терасу. Њена ћерка, Наталија, убеђује је да тартуфи расту под земљом и да је Милева сигурно нешто друго засадила. Управник зграде, Стеван Лисичић, врши детаљну истрагу ко је посадио лиснате биљке на заједничкој тераси. Испостави се да је Милева, не знајући, узгајала стабљике марихуане за мистериозне послодавце.                                                                                   |                    |        |               |                         |                    |
| 145 | 10                 |        | Никола Којо   | Милена Деполо           | 31. децембар 2024. |
| Управник зграде у Ранкеовој 12 у Београду, Стеван Лисичић, упао је у велику депресију. Сматра да више никоме није потребан и није му ни до чега. Мало живне када се испостави да је неко уништавао украсе на новогодишњој јелци постављеној испред њихове зграде. Паралелно са Лисичићевом истрагом одигравају се припреме за певачко надметање Милеве и нове комшинице Верке. Њих две имају велике певачке амбиције и обе се одлуче да им менаџер буде власник кафића "Таволино" – Дача.              |                    |        |               |                         |                    |
| 146 | 11                 |        | Филип Чоловић | Жељко Хубач             | 1. јануар 2025.    |
| Управник зграде Ранкеове 12 у Београду, Стеван Лисичић, с великим поштовањем говори о Илији, човеку утицајном у безбедносним службама. Верује да Илија може поново да га врати у полицију. Стеван сазна да је Илија изненада преминуо. Ту чињеницу Стеван схвати као велики подстицај да се бескомпромисно бави завођењем законског реда у згради. Остали станари тешко излазе на крај са Лисичићевим мисионарском заносом.                                                                            |                    |        |               |                         |                    |
| 147 | 12                 |        | Филип Чоловић | Огњен Обрадовић         | 2. јануар 2025.    |
| Милева не може да се сети појединих детаља из своје прошлости. Поистовети се са Милевом Марић Ајнштајн и сматра да је и она у животу закинута као и Ајнштајнова супруга. Ћерка Наталија и унука Соња се забрину. Мисле да је Милева постала сенилна. То је заправо део Милевиног експеримента. Она хоће да провери како се Наталија и Соња сналазе у свакодневним пословима које је по уходаној навици обављала Милева.                                                                                |                    |        |               |                         |                    |
| 148 | 13                 |        | Филип Чоловић | Огњен Обрадовић         | 3. јануар 2025.    |
| Верка, нова станарка зграде у Ранкеовој 12 у Београду, позива комшије на прославу рођендана у кафићу "Таволино". Милеви се не допада Веркина наметљивост, па измисли дан зграде који ће прославити истог дана када Верка слави свој рођендан. Милева иде од једног до другог станара врбујући комшије за прославу дана зграде, који намерава да одржи у исто време и на истом месту на којем је то Верка заказала.                                                                                     |                    |        |               |                         |                    |
| 149 | 14                 |        | Филип Чоловић | Огњен Обрадовић         | 6. јануар 2025.    |
| Милева својој ћерки Наталији и унуци Соњи саопшти нову пословну идеју до које је дошла. Хоће до отвори еротску радњу, која би требало да јој донесе велики добитак. Милева врбује комшиницу Цвету да дизајнира изазовни доњи веш. Цвета се најпре противи тој идеји, али на Милевино инсистирање она пристане. Милева хоће да искористи подрум за складиштење робе за своју радњу. Наталија се труди на све могуће начине да осујети Милевину намеру.                                                  |                    |        |               |                         |                    |
| 150 | 15                 |        | Филип Чоловић | Зорица Цвијетић         | 7. јануар 2025.    |
| Милева на радију чује информацију о нападу на једну жену, коју је насилник ујео за врат. Она то интерпретира као несумњиву појаву вампира у њиховом крају. По целом стану, упркос негодовању осталих укућана, Милева постави бели лук. Милева крене у истрагу за вампиром. Први на њеној листи осумњичених је управник зграде – Стеван Лисичић. Међутим, број потенцијалних вампира у Милевиној околини почиње да се увећава.                                                                          |                    |        |               |                         |                    |
| 151 | 16                 |        | Филип Чоловић | Милена Деполо           | 8. јануар 2025.    |
| Милева троши пуно енергије док манично сређује кућу. Њена ћерка, Наталија, забринута је због необичног понашања своје мајке. Она мисли да се Милева дрогира или има озбиљан ментални проблем. Милева је убеђује да јој је само досадно, јер се нико не појављује са неком суманутом идејом. Немир у њихов комшилук уноси девојка Лена, која продаје шверцовану робу. Још више недоумица се појави када се Лена представи као ћерка власника кафића "Таволино", Даче.                                   |                    |        |               |                         |                    |
| 152 | 17                 |        | Филип Чоловић | Милена Деполо           | 9. јануар 2025.    |
| Дача, власник кафане "Таволино", збуњен је јер се суочава са сазнањем да има већ одраслу ћерку коју је упознао пре неколико дана. Конобарица Сара мисли да би Дача ипак требало да обави ДНК тест да би проверио очинство. Дача то не жели, јер је убеђен да је Лена његова ћерка. Милева, међутим, осећа да нешто није у реду са Леном водећи се својим осећајем везаним за то што јој се она напросто не допада и сматра је преварантом, јер се бави продајом фалш фирмиране робе.                   |                    |        |               |                         |                    |
| 153 | 18                 |        | Филип Чоловић | Милена Деполо           | 10. јануар 2025.   |
| Милева је повредила ногу док је возила бицикл. Сада је приморана да мирује код куће, али она користи прилику да док седи у фотељи двогледом посматра комшилук и проверава ко се чиме бави. Необично јој је понашање комшинице Марта која се препустила потрошачкој грозници, док јој је муж Стеван на одмору на планини. Милева позове Стевана да се врати и провери шта се то дешава са Мартом. Испостави се да је сву одећу Марта купила од Лене, девојке која се представља као Дачина ћерка.       |                    |        |               |                         |                    |
| 154 | 19                 |        | Филип Чоловић | Владимир Ђурђевић       | 13. јануар 2025.   |
| Милева и управник зграде, Стеван Лисичић, користе сваку прилику да се жестоко посвађају. Комшиница Цвета не може то да издржи и замоли докотра Марића да их позове на психотерапеутску сеансу, не би ли их некако примирио. Доктор Марић оде код Стевана и каже му да се Милева, која је већ пуно година удовица, свађа са њим, Стеваном, јер јој је привлачан као мушкарац. Посаветује га да буде љубазан према њој. Промена Стевановог понашања доведе Милеву у потпуну збуњеност.                   |                    |        |               |                         |                    |
| 155 | 20                 |        | Филип Чоловић | Владимир Ђурђевић       | 14. јануар 2025.   |
| Стеван Лисичић, управник зграде у Ранкеовој 12 у Београду, открио је да на врху њихове зграде могу да поставе билборд. Стеван распише конкурс за билборд. Испостави се да су Јеца, власница фризерског салона "Афродита" и Дача, власник кафића "Таволино", посебно заинтересовани да поставе билборд са називом своје фирме. Јеца и Дача крену у љуту трку за гласовима, односно до наклоности станара зграде. Јеца анимира жене, а Дача мушкарце, што доводи до велике свађе.                        |                    |        |               |                         |                    |
| 156 | 21                 |        | Филип Чоловић | Владимир Ђурђевић       | 15. јануар 2025.   |
| Моца предложи Стевану Лисичићу да направе партнерство и раде као професионални управници: Моца да поправља кварове, а Стеван да се бави административним пословима. Стеван не прихвата Моцин предлог. Посао везан за одржавање граде Стеван обавља бесплатно. Моцина супруга, Жана, предложи му да се са предлогом о партнерству обрати Милеви. Предлог наиђе на Милевино одобравање. Поред зараде, Милева очекује да угрози неприкосновени управнички положај Стевана Лисичића у њиховој згради.      |                    |        |               |                         |                    |
| 157 | 22                 |        | Филип Чоловић | Владимир Ђурђевић       | 16. јануар 2025.   |
| Доктор Сава Марић даје психолошке савете станарима зграде у Ранкеовој 12 у Београду. Станари, међутим, нису задовољи оним што им говори Марић, па га прогласе недовољно стручним. Доктор Марић се разочара због тога, па одлучи да прода стан и пресели се у други крај града. Савина супруга, Викторија, наговори станаре да подилазе доктору Марићу да би га одобровољили. Та пракса, међутим, произведе нежељене ефекте.                                                                            |                    |        |               |                         |                    |
| 158 | 23                 |        | Филип Чоловић | Зорица Цвијетић         | 17. јануар 2025.   |
| Милева се пробуди. Изненади је то што је њена ћерка, Наталија, отишла на падобрански курс. Милева се осети усамљеном и напуштеном. Одлучи да окрене нови лист и промени свој дотадашњи начин живота. Кафеџији Дачи, Милева саопшти своју нову идеју – да хоће да се уда. Проблем је што не зна за кога би се удала. Дача покушава да је одговори од те намере, али Милева почне да тражи потенцијалног партнера преко огласа.                                                                          |                    |        |               |                         |                    |
| 159 | 24                 |        | Филип Чоловић | Зорица Цвијетић         | 23. јануар 2025.   |
| У Милевином животу поново се појави Љубиша, њена љубав из младости. Љубиши сада добро иде. Обогатио се и постао власник М телевизије. Милева је сада спремна да се уда за Љубишу, да би поново, сада у зрелим годинама, имала брачног друга. Милевина ћерка, Наталија, неће ни да чује за ту удају, будући да не подноси Љубишу сматрајући га пропалицом и коцкаром. Милева се наљути на своју ћерку, јер је уверена да има право на властиту одлуку.                                                  |                    |        |               |                         |                    |
| 160 | 25                 |        | Филип Чоловић | Зорица Цвијетић         | 24. јануар 2025.   |
| Код Милеве у посету дође њен брат Срећко. Довео је своју нову девојку, фотографкињу, Јуцу. Њих двоје планирају да остану код Милеве неколико дана. Милева и њена ћерка Наталија се противе томе да их прими. Зна да је Срећко остао без пара и да је само због интереса дошао код ње. Иначе, није јој се јављао годину дана. Милева избаци Срећка и Јуцу из стана, али њих двоје не одустају и настоје да стекну наклоност Милевиних комшија.                                                          |                    |        |               |                         |                    |
| 161 | 26                 |        | Филип Чоловић | Зорица Цвијетић         | 27. јануар 2025.   |
| Милева није хтела да прими свог брата Срећка и његову девојку, фотографкињу Јуцу, да неко време проведу код ње. Међутим , Срећко и Јуца се сместе код комшије, ветеринара Васе. Срећко убрзо пронађе своју сродну душу – конобарицу Сару из кафића „Таволино“. С друге стране, Јуца се зближи са Васом. Милева се наљути кад сазна да је Јуца хтела да се љуби са Васом и одлучи да се Срећко усели код ње у стан.                                                                                     |                    |        |               |                         |                    |
| 162 | 27                 |        | Филип Чоловић | Зорица Цвијетић         | 29. јануар 2025.   |
| Милевин брат, Срећко, никако не може да среди свој живот. Нема стабилан посао и стан. Смести се код Милеве и саопшти јој да се заљубио у конобарицу Сару, која ради у кафићу "Таволино". Ни Сара не крије своју наклоност према Срећку. Међутим, Дача, власник "Таволина" не подржава њену заљубљеност. Он сматра да је Срећко пропалица. Да би показао да може да се промени, Срећко одлучи да постане лајф коуч користећи се својим великим животиним искуством.                                     |                    |        |               |                         |                    |
| 163 | 28                 |        | Филип Чоловић | Зорица Цвијетић         | 30. јануар 2025.   |
| Да би импресионирао своју нову девојку, Сару, Милевин брат, Срећко, представља се као лајф коуч који решава проблеме свих оних који му се обрате за савете. Срећкови савети се најпре покажу као корисни, али се убрзо испостави да само производе невоље. Дача, власник кафића "Таволино", који је давао Срећку простор за његову активност одлучи да прекине сарадњу са њим. То доведе у питање и Срећкову и Сарину љубав.                                                                           |                    |        |               |                         |                    |
| 164 | 29                 |        | Филип Чоловић | Биљана Вујовић          | 31. јануар 2025.   |
| Удварач је преко достављача послао цвеће Наталији, Милевиној ћерки, уз поруку – хвала ти што постојиш. Милева је изнервирана због тога, јер јој Наталија није саопштила ко је тај мушкарац. Међутим, ни сама Наталија не зна о коме је реч. Мада, та пажња почиње да јој прија, поготово што су букети цвећа који јој стижу све већи, и претпоставља да је реч о некој романтичној души. Милева, напротив, мисли да је реч о неком психопати.                                                          |                    |        |               |                         |                    |
| 165 | 30                 |        | Филип Чоловић | Биљана Вујовић          | 3. фебруар 2025.   |
| Управник зграде у Ранкеовој 12, Стеван Лисичић, саопшти својој комшиници Милеви да су се појавили сумњивци који уз помоћ лажних папира продају станове у њиховој околини. Несигурност и страх од стамбене мафије прошири се и међу осталим станарима. Лисичић уз помоћ свог пријатеља из доба док је радио у безбедносним службама покушава да провери ко су ти криминалци. Сумња падне на хипердизајнираног младића који се распитује о томе да изнајми стан у њиховом крају.                         |                    |        |               |                         |                    |
| 166 | 31                 |        | Филип Чоловић | Маријана Чулић Вићентић | 4. фебруар 2025.   |
| Испред врата сликара Леона Батине појави се шеснаестогодишњи, Демијен, младић који се представи као његов син. Леон је у првом тренутку збуњен, не прихвата ту информацију и не жели да има никакав контакт са младићем. Леон се не сећа ни Љиљане за коју младић каже да је његова мајка. У прави мах се обрадује што младић врло брзо оде из његовог стана, али временом се Леон преиспитује да ли је то заиста његов син.                                                                           |                    |        |               |                         |                    |
| 167 | 32                 |        | Филип Чоловић | Маријана Чулић Вићентић | 5. фебруар 2025.   |
| Сликар Леон се после извесног времена помирио са чињеницом да је шеснаестогодишњи Демијан његов син и полако улази у улогу оца. С друге стране, Милева је веома разочарана пошто је њена унука Соња одлучила да живи са момком Миодрагом и напустила стан. Ни Соњина мајка, Наталија, не може да се помири са том чињеницом, па Милева оде код психијатра, доктора Марића, молећи га да прими Наталију на терапију                                                                                     |                    |        |               |                         |                    |
| 168 | 33                 |        | Филип Чоловић | Маријана Чулић Вићентић | 6. фебруар 2025.   |
| Сликар Леон Батина привикава се на чињеницу да се у његовом животу појави син Демијен, који има 16 година. Леон сређује стан и покушава да промени свој дотадашњи стил живота. Међутим, Леон никако не може да се сети Љиљане, за коју Демијен каже да му је мајка. Испостави се, ипак, да Леон није Демијанов отац. То сазнање додатно депримира Леона, јер је његов живот, барем на тренутак, добио сасвим другачији смисао.                                                                         |                    |        |               |                         |                    |
| 169 | 34                 |        | Филип Чоловић | Милена Деполо           | 7. фебруар 2025.   |
| Милева је са комшиницом Цветом била на излету на Космају, који им је веома пријао. Кад се вратила кући, Милева се одмах изнервирала јер је видела да су њена ћерка Наталија и унука Соња просуле лак за нокте на кревет. И Милеви и Цвети, у исто време, падне на памет идеја да удруже снаге, и купе кућу ван града. Њих две на интернету пронађу идеалну кућу у селу Мислођин, али им недостаје хиљаду евра да би могле да је купе. За позајмицу новца обрате се фризерки Јеци.                      |                    |        |               |                         |                    |
| 170 | 35                 |        | Филип Чоловић | Маја Ценић              | 10. фебруар 2025.  |
| Стевану Лисичићу, управнику зграде у Ранкеовој 12 у Београду, украден је аутомобил. Он нема поверења у полицију, па одлучи да сам крене у потрагу за крадљивцем. Успостави се, међутим, да је његов аутомобил био на паркингу. Лисичић никако не може да се помири са тиме да је у питању његова расејаност, већ је убеђен да му неко ради о глави. Да би решио узрујаност која га је обузела, Стеван оде на разговор код психијатра, доктора Марића.                                                  |                    |        |               |                         |                    |
| 171 | 36                 |        | Филип Чоловић | Маја Ценић              | 11. фебруар 2025.  |
| Доктор Сава Марић је примио на терапију Стевана Лисичића, управника зграде у којој станује. Стеван је забринут јер му се догађају неке ствари које наводе на претпоставку да има симптоме Алцхајмерове болести. Што се више труди да околини покаже да је са њим све у најбољем реду, Стеванове невоље и неспоразуми са комшијама се само увећавају показујући да његово ментално стање није толико стабилно.                                                                                          |                    |        |               |                         |                    |